# Voz e Violão (álbum de João Alexandre)
Voz e Violão é o terceiro álbum de estúdio do cantor João Alexandre, lançado em 1996 pela gravadora VPC Produções. É considerado por muitos o melhor trabalho do cantor, em que ele interpreta as canções exclusivamente com seu violão. O repertório contém composições de Sérgio Pimenta, Aristeu Pires, Stênio Nogueira, dentre outros.
Em 2015, foi considerado, por vários historiadores, músicos e jornalistas, como o 15º maior álbum da música cristã brasileira, em uma publicação dirigida pelo Super Gospel. Mais tarde, foi eleito pelo mesmo portal o 3º melhor álbum da década de 1990.

## Faixas
1. "Nas Estrelas"
2. "Manhã"
3. "Louco"
4. "República do Amor"
5. "Consagração"
6. "Você Pode Ter"
7. "Pra Cima, Brasil"
8. "Graça Sublime"
9. "Canção da Alvorada"
10. "Em Todo Tempo"
11. "Memórias"
12. "Olhos no Espelho"